# Lac du Laragou
Pour les articles homonymes, voir Laragou.
Le lac du Laragou est un lac de barrage de 44,8 hectares situé dans les départements de la Haute-Garonne et du Tarn près de Montpitol sur le ruisseau du Laragou.

## Géographie
Il se situe sur le territoire de 3 communes : Garrigues, Montpitol et Verfeil. 
Il a été construit sur le cours du ruisseau de Laragou en 1995.

## Utilisations
Son utilisation est dédiée à l'irrigation agricole et à la régulation du débit de la rivière Girou, dont le Laragou est un affluent. Il est utilisé pour différentes pratiques de loisirs dont :
- l'aviron
- le modélisme naval
- la pêche
- la promenade, la randonnée pédestre
- la voile et la planche à voile

Quelques associations ce sont donc installées sur ce lac : Un club d'aviron (Montpitol Aviron Club du Lac du Laragou), une association de modelisme naval, un club de voile (Club de Voile du Laragou), ...
Aviation : Il est le point AE, utilisé notamment comme point d entree pour l aerodrome de Lasbordes. Visible sur carte VFR 1/250000.

## Règles
Plusieurs arrêtés municipaux régissent le lac :
- La baignade y est interdite.
- L'utilisation de moteur thermique y est réglementée
- La pratique du kite surf y est interdite